# Bor (Soudan du Sud)
Pour les articles homonymes, voir Bor.
Bor est une ville du Soudan du Sud et la capitale de l'État du Jonglei. Elle est située sur la rive est du Nil blanc, à 200 km en aval de Djouba, la capitale.